# Sabine Grebe
Sabine Grebe (* 25. März 1959 in Mannheim; † 13. Dezember 2009 in Guelph) war eine deutsche Altphilologin.
Sabine Grebe studierte Klassische Philologie und Alte Geschichte an der Universität Heidelberg, wo sie 1983/1984 das Erste Staatsexamen ablegte und anschließend bei Michael von Albrecht ihre Doktorarbeit über die Heldenschau in Vergils Aeneis schrieb. Von 1985 bis 1987 war sie Promotionsstipendiatin der Graduiertenförderung des Landes Baden-Württemberg.
Nach der Promotion (1988) absolvierte Grebe das Referendariat für den höheren Bibliotheksdienst an der Universitätsbibliothek Heidelberg und an der Fachhochschule für Bibliotheks- und Dokumentationswesen in Köln. Außerdem wirkte sie als Dozentin und Forscherin an der Universität Heidelberg, an der Colgate University und an der Wayne State University. 1997 habilitierte sie sich in Heidelberg mit einer Arbeit über Martianus Capella. Am Clare Hall College der University of Cambridge war sie 1999 bis 2000 Gastwissenschaftlerin und später Life Member.
Seit 2005 lehrte Grebe an der University of Guelph in Kanada, wo sie 2009 zum Associate Professor ernannt wurde. Im selben Jahr erkrankte sie an Brustkrebs, dem sie am 13. Dezember 2009 im Alter von 50 Jahren erlag.

## Schriften (Auswahl)
- Die vergilische Heldenschau. Tradition und Fortwirken. Frankfurt am Main 1989. (Dissertation)
- Martianus Capella: De nuptiis Philologiae et Mercurii. Darstellung der sieben freien Künste und ihrer Beziehungen zueinander. Stuttgart / Leipzig 1999.
- Martianus Capella, in Wolfram Ax (Herausgeber): Lateinische Lehrer Europas. 15 Porträts von Varro bis Erasmus von Rotterdam. Böhlau, Köln 2005, ISBN 3-412-14505-X S. 133–163.